# Legislatura de Dakota del Sur
La Legislatura de Dakota del Sur (en inglés: South Dakota Legislature) es la legislatura estatal (órgano encargado del Poder legislativo) del estado de Dakota del Sur, en Estados Unidos. Es un órgano legislativo bicameral, que consiste en el Senado de Dakota del Sur, que tiene 35 miembros, y la Cámara de Representantes de Dakota del Sur, que tiene 70 miembros. Las dos casas son similares en la mayoría de los aspectos; solo el Senado tiene el derecho de confirmar los nombramientos de gobernador en ciertos cargos. Además, el Senado vota por votación nominal, mientras que la Cámara de Representantes utiliza un sistema de votación electrónica.
La legislatura se reúne en el Capitolio del Estado de Dakota del Sur, ubicado en Pierre . Comienza su sesión anual el segundo martes de enero de cada año. La sesión legislativa dura 40 días hábiles en los años impares y 35 días hábiles en los años pares. Sin embargo, en los últimos años, la legislatura ha completado su trabajo en 38 días hábiles tanto en años pares como impares. Generalmente, la legislatura se reúne cuatro de cada cinco días hábiles cada semana hasta que finaliza la sesión, excepto el último día que se retrasa para permitir la consideración de vetos de gobernador . Este horario permite a los legisladores tener un día laboral a la semana en casa en sus distritos para reunirse con los electores y para atender otros asuntos personales. Además, la legislatura se reúne ocasionalmente los sábados para compensar los recesos en días festivos como el Día de los Presidentes y el Día de Martin Luther King, Jr.
La legislatura selecciona, entre sus miembros, una junta ejecutiva para atender los asuntos administrativos durante el tiempo en que la legislatura no está en sesión. El apoyo administrativo para la legislatura lo proporciona el Consejo de Investigación Legislativa de Dakota del Sur .
El Partido Republicano ha tenido una supermayoría en el senado estatal desde las elecciones de 1996, y en la cámara de representantes estatal desde las elecciones de 1976.

## Selección de legisladores estatales
Los miembros de ambas cámaras de la legislatura estatal son elegidos en noviembre de cada año par para cumplir un mandato de dos años. Desde 1993, legisladores se han limitado a cumplir cuatro mandatos consecutivos de dos años en una sola cámara, pero no hay límite en el número de mandatos no consecutivos que puede cumplir un legislador. Un legislador que cumple con el límite puede volver a ser elegido después de 2 años. Las vacantes en la legislatura se cubren mediante nombramiento de gobernador.
Los legisladores estatales son elegidos de 35 distritos legislativos; cada distrito plurinominal elige un senador y dos representantes. En 33 distritos, los representantes se eligen en general de todo el distrito. Sin embargo, los distritos 26 y 28 están divididos en dos distritos de la casa, cada uno de los cuales elige a un representante. Esto tiene como objetivo garantizar que los nativos americanos puedan elegir representantes de su elección.
Los distritos legislativos se reorganizan cada diez años, siguiendo como base al censo de los Estados Unidos. Los distritos actuales fueron adoptados por la legislatura en 2011, luego del censo de 2010. Cada distrito comprende aproximadamente 23.200 personas.
Como resultado de una orden de la corte federal de 2005, varios distritos legislativos en la esquina suroeste del estado fueron rediseñados para las elecciones de 2006. El Distrito 26 se dividió en dos distritos de casas de un solo miembro, al igual que el Distrito 28. El estado apeló la decisión del Tribunal de Distrito que dio lugar a estos cambios, pero el Tribunal de Apelaciones del Octavo Circuito confirmó la decisión del tribunal inferior. La legislatura dominada por los republicanos decidió no apelar la decisión.